# Erioptera interrita
Erioptera interrita är en tvåvingeart som beskrevs av Alexander 1970. Erioptera interrita ingår i släktet Erioptera och familjen småharkrankar.
Artens utbredningsområde är Panama. Inga underarter finns listade i Catalogue of Life.